# Kentuckyzanger
De kentuckyzanger (Geothlypis formosa; synoniem: Oporornis formosus) is een zangvogel uit de familie Parulidae (Amerikaanse zangers).

## Verspreiding en leefgebied
Deze soort komt voor in de oostelijke Verenigde Staten en overwintert van Mexico tot noordwestelijk Zuid-Amerika.